# ديلي جنك
صحيفة ديلي جنك (بالأردوية: روزنامہ جنگ)‏ هي صحيفة أردية مقرها في كراتشي، باكستان. وهي أقدم صحيفة باكستانية تصدر باستمرار منذ تأسيسها عام 1939. الرئيس التنفيذي الحالي للمجموعة ورئيس التحرير هو مير شكيل الرحمن. ومن بين المحررين والمساهمين السابقين محمود شام ونذير ناجي وشافي عقيل.
تُنشر صحيفة ديلي جنك من قبل مجموعة جنك للصحافة.
تُنشر في كراتشي ولاهور وروالبندي وكويته وملتان وشيخوبورا وبهاولبور وكجرات وسيالكوت وجوجرانوالا وسرغودها وسكھر وفيصل آباد وديرا غازي خان وبرمنغهام بالمملكة المتحدة.